# Röda stjärnan Belgrad
Fudbalski klub Crvena zvezda (serbisk kyrilliska: Фудбалски клуб Црвена звезда), vanligtvis kallad Röda stjärnan Belgrad på svenska (serbiska / serbisk kyrilliska: Crvena zvezda Beograd / Црвена звезда Београд) eller mer lättfattligt Röda stjärnan, är en serbisk fotbollsklubb från Belgrad, Serbien som utgör en del av idrottsföreningen SD Crvena Zvezda. Röda stjärnan är den enda forna jugoslaviska klubben som har vunnit Europacupen och den enda klubben från Östeuropa att vinna Interkontinentala cupen. Med 32 ligatitlar och 24 cuptitlar är Röda stjärnan den mest framgångsrika klubben från forna Jugoslavien och Serbien.
I en opinionsundersökning från 2008 angav 48,2 procent av de tillfrågade Röda Stjärnan som sitt favoritlag, vilket gör klubben till den mest populära i Serbien. De har många supportrar i alla forna jugoslaviska republiker och i den serbiska diasporan. Deras ärkerivaler är belgradlaget Partizan. Matcherna mellan de två klubbarna är kända som det eviga derbyt (večiti derbi på serbiska). I september 2009 rankade den brittiska tidningen Daily Mail rivaliteten mellan Röda stjärnan och Partizan som den fjärde största rivaliteten i fotboll genom tiderna.
Enligt IFFHS:s lista över de 200 bästa europeiska klubbarna under 1900-talet är Röda Stjärnan den högst rankade serbiska och forna jugoslaviska klubben, då de ligger på delad 27:e plats med nederländska Feyenoord.

## Historia

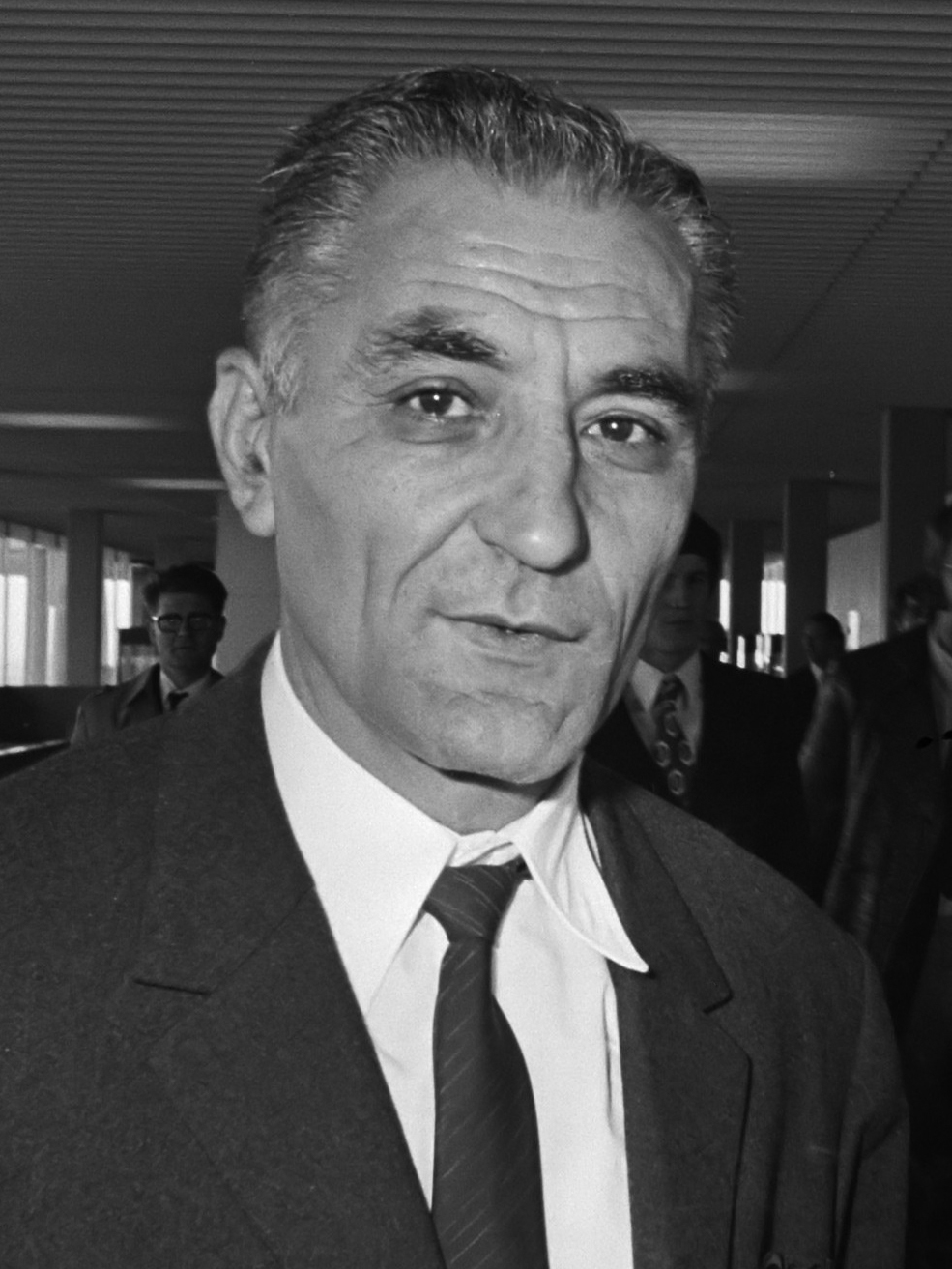
Klubblegendaren Rajko Mitić.

I februari 1945, medan andra världskriget pågick, bestämde sig en grupp unga män som bestod mestadels av aktiva spelare, studenter och medlemmar i det serbiska antifascistiska ungdomsförbundet, att bilda en idrottsförening för ungdomar, som senare skulle komma att officiellt bli Rödas stjärnan den 4 mars. Innan december 1944 hade alla serbiska klubbar upplösts. Den 5 maj 1945 skrev idrottsministern från jugoslaviska kommunistpartiet Mitra Mitrović-Đilas under ett dekret vilket innebar att alla klubbar på serbiskt territorium skulle upplösas. De upplöstes eftersom medan den tyska ockupationen av Serbien pågick försökte man organisera den inhemska ligan, och alla klubbar som gjorde det blev stämplade som kollaboratörer av marskalk Titos kommunistiska regim. Två av dem mest populära klubbarna från Belgrad var SK Jugoslavija och BSK Belgrad. Röda stjärnan bildades av det som var kvar av SK Jugoslavija och ärvde deras stadion, kansli, spelare samt deras rödvita färger och klubbmärket, som senare skulle få en röd stjärna tillagd. Hela BSK Belgrads spelartrupp anslöt tillsammans med andra spelare från Belgrad och centrala Serbien. Namnet Röda stjärnan tilldelades efter en lång diskussion mellan idrottsföreningens första två vicepresidenter, Zoran Žujović och Slobodan Ćosić, och samtliga som deltog i diskussionen. Röda stjärnan skulle snart omfattas som en symbol av serbiskt reaktionärt motstånd inom Jugoslavien och en institution som är till idag fortfarande landets mest populära. Dagen då idrottsföreningen bildades, spelade Röda Stjärnan sin allra första fotbollsmatch någonsin mot jugoslaviska folkarméns andra brigads första bataljon, en match som de vann med 3–0.
Röda stjärnans första framgångar involverade flera små steg. Klubben vann sitt första mästerskap 1951. Det mästerskapslaget bestod av spelare som Branko Stanković, Vladica Popović, Rajko Mitić, Bora Kostić och Dragoslav Šekularac. De fotbollsspelarna, vars namn än idag är igenkända, vann fyra mästerskapstitlar och två jugoslaviska cuptitlar vilket innebar att laget vann åtminstone en inhemsk tävling fem säsonger i rad. Som mästare var Röda stjärnan Jugoslaviens representant i 1957/58 säsongs upplaga av Europacupen, där de blev utslagna i kvartsfinalen med 5–4 av engelska mästarna Manchester United. Manchester United, som tränades av legendariska Matt Busby, vann mötet i England med 2–1, medan returmatchen på Stadion JNA slutade 3–3. Returmatchen är särskilt känd som den sista matchen som någonsin spelades av "Busby Babes". På flyget tillbaka kommande dag, kraschade flygplanet i München i Västtyskland och resulterade i 23 människors död, inklusive åtta Manchester United-spelare.
Efter Miljanić-eran tog bland annat Gojko Zec över rollen som huvudtränare. Första säsongen med Gojko Zec vid rodret medförde positiva resultat – ligan vanns med en marginal på nio poäng, vilket slog jugoslaviska ligans tidigare rekord. Nästa säsong avslutade Röda stjärnan ligan på andra plats och som finalister i UEFA-cupen efter en framstående insats. Efter att ha slagit ut lag som Arsenal, West Bromwich och Hertha Berlin, gjorde Röda stjärnan sitt första framträdande i en europeisk cupfinal. I finalen mötte de Borussia Mönchengladbach, som spelade fem europeiska cupfinaler mellan åren 1973 och 1980. Tyskarna, som stöttades av cirka 100 000 glödande supportrar, låg under efter ett mål av Miloš Šestić. Jurišićs självmål gav dock Gladbach en psykologisk fördel innan returmötet. Returmatchen spelades på Rheinstadion i Düsseldorf, där den italienske domaren tilldelade tyskarna en diskutabel straff, och danske spelaren Allan Simonsen avgjorde Röda stjärnans öde. Fölen vann finalserien med totalt 2–1.
Efter 1970-talet, skulle historiska matcher komma att spelas mot Udo Latteks Barcelona i 1982/1983 års upplaga av Europeiska cupvinnarcupen. I båda matcherna var Barcelona det bättre laget och Röda stjärnan slogs ut. Anmärkningsvärt, applåderade även de mest trogna hemmasupportrarna när Barcelonas Maradona gjorde sitt andra mål framför de cirka 100 000 åskådare som hade kommit för att bevittna spektaklet. Gojko Zec återkom till klubben 1983 och återfann bara en spelare från mästerskapsgenerationen som kröntes till jugoslaviska mästare 1977, nämligen Miloš Šestić. Zec upprepade klubbens tidigare framgångar på ett liknande sätt som han gjorde under sitt första mandat i klubben, närmare bestämt genom att vinna ligan nästintill omedelbart efter sin tillbakakomst. Gojko Zec skulle senare komma att lämna klubben i kontroversiell stil i samband med matchfixning-skandalen 1986.
Efter Zecs avgång 1986, skedde det markanta förändringar i klubben. Klubbledningen, med Dragan Džajić och Vladimir Cvetković i spetsen, började att sätta samman ett lag som kunde utmana några av de bästa lagen i Europa. Under den sommaren utnämndes Velibor Vasović till huvudtränare och laget förstärktes av ett flertal unga talanger, bland annat med Dragan Stojković och Borislav Cvetković som utmärkte sig mest. Röda stjärnan påbörjade säsongen 1986/87 med poängavdrag och fokuserade därmed på att uppnå goda resultat i Europacupen. Klubben tog fram en femårig utvecklingsplan 1987, vars målsättning var att klubben skulle vinna Europacupen. Allting som planerades förverkligades. På klubbens 42-årsjubileum 1987 initierades processen när Real Madrid besegrades på "Marakana". Från och med den dagen till mars 1992 åtnjöt klubben sin bästa tid i sin historia. Under dessa fem säsonger vann Röda stjärnan fyra ligatitlar; och under det sista av de fem åren, vann klubben Europacupfinalen 1991 som spelades i Bari, Italien. Röda Stjärnan hade anlänt till Italien en vecka tidigare, på begäran av tränare Petrović, för att förbereda sig så bra som möjligt inför den stora finalen mot Marseille. Totalt hade laget gjort 18 mål på åtta matcher, medan de franska mästarna hade gjort 20. I och med det förmodade många att finalen skulle vara ett spektakel av offensiv fotboll med flera målchanser och många mål. Hur som helst, både Petrović and Goethals beslutade att spela defensivt. Efter 120 minuter stod det fortfarande 0-0 på resultattavlan och matchens vinnare skulle bestämmas genom straffläggning. Efter flera slagna straffar missade Marseilles Manuel Amoros sin straff, och Darko Pančev blev den som fick slå den avgörande straffen som kårade Röda stjärnan till europeisk mästare. Röda stjärnan vann straffläggningen med totalt 5–3 den 29 maj 1991 inför 60 000 åskådare och miljontals tv-tittare runt omkring världen. 20 000 tillresta Röda stjärnan-supportrar och miljontals av de hemma i Jugoslavien firade den största framgången i klubbens historia. Dessvärre blev den natten en av de sista gångerna Jugoslavien skulle kunna glädjas tillsammans och fira en framgång enade. De förblev obesegrade under turneringens- och Interkontinentala cupens gång som spelades senare i Tokyo samma år.
1992 lämnade flera tongivande spelare klubben, samtidigt som nya som Drobnjak and Ivić kom in. Klubben var även tvungen att spela sina Europacupmatcher utomlands p.g.a. jugoslaviska inbördeskriget. UEFA ändrade turneringens upplägg inför säsongen 1991/92, där de åtta bästa klubbarna delades in i två grupper. På hemmaplan hade huvudrivalen Dinamo Zagreb, liksom alla andra klubbar från Kroatien, Nordmakedonien och Slovenien, hade utträtt ur ligan. I slutet av maj 1992 hade FN infört sanktioner mot landet och beslutat om förbud mot jugoslaviska lags deltagande i UEFA-tävlingar. Jugoslaviens upplösning, inbördeskriget (1992–95), inflationen och FN-sanktionerna hade påverkat Röda stjärnan avsevärt. Mellan åren 1992 och 2000 hade klubben lyckats vinna en mästerskapstitel. Emellertid hade klubben vunnit fem cuptitlar och spelat flera minnesvärda matcher på europascen, bl.a. mot Barcelona i Cupvinnarcupen 1996. 

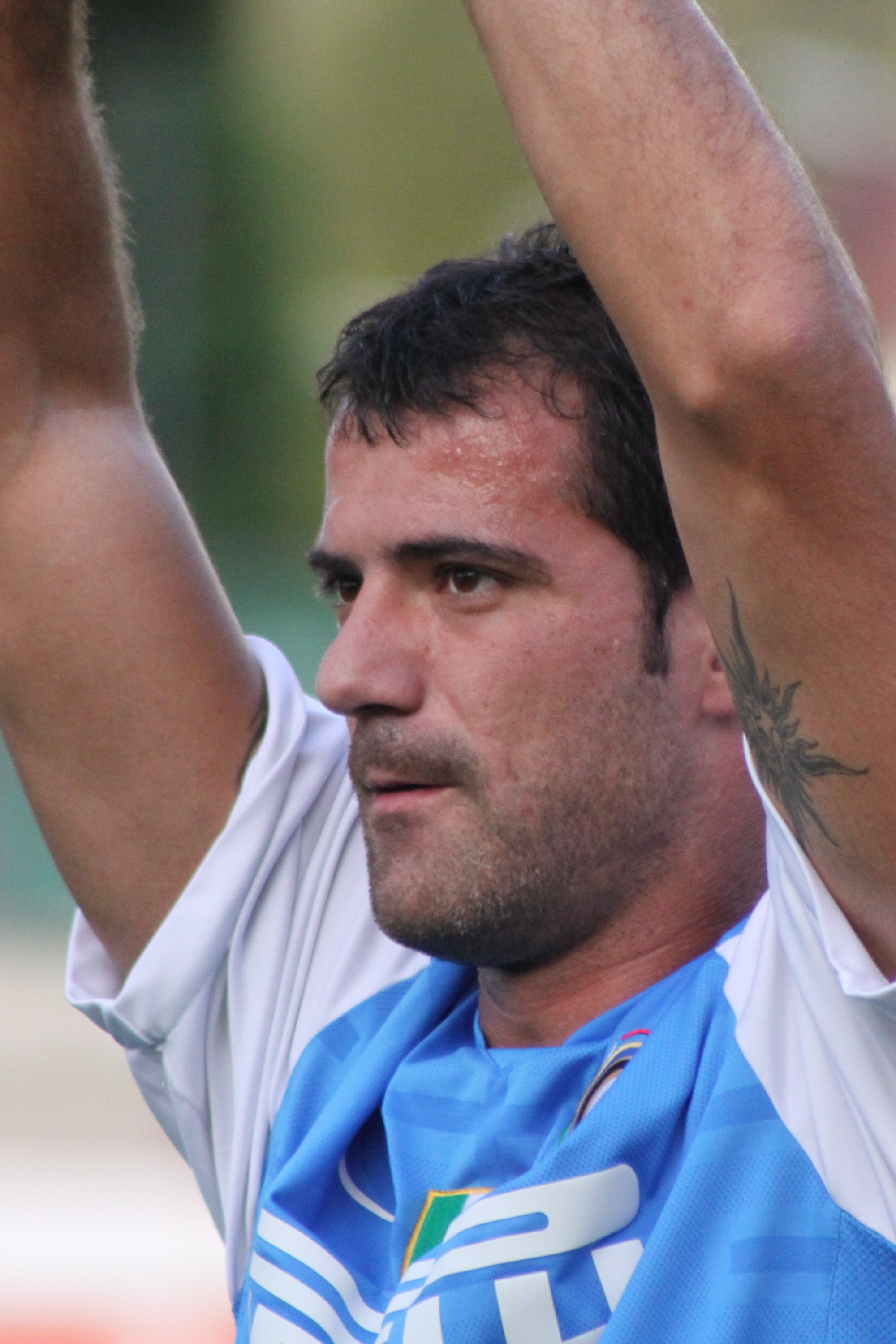
Dejan Stanković är den yngsta lagkaptenen någonsin i klubbens historia.

Strax efter NATO:s flygbombningar av Jugoslavien 1999 hade upphört vann Röda stjärnan sin 17:e cuptitel efter att ha besegrat ärkerivalen Partizan med 4–2 i finalen. Säsongen därpå ställdes klubben mot de eventuella finalisterna Bayer Leverkusen i kvalomgångarna till Champions League, men blev utslagna efter att ha spelat 0–0 i Belgrad och förlorat 3–0 på bortaplan. Slavoljub Muslin lämnade sin post som huvudtränare i september 2001 och säsongerna därpå kom att bli hektiska.
Säsongen 2006/07 blev klubben utslagen i tredje kvalomgången när dem ställdes mot AC Milan, som senare i maj samma säsong besegrade Liverpool i finalen på Olympiastadion i Aten. Nästföljande säsong i Europa blev vidare betraktad som ett stort misslyckande, speciellt med tanke på att klubben tappade en 2–1 ledning och lät sig besegras av Bayern München i tilläggstid. Under dessa år hade klubben sett spelare som Žigić, Pantelić, Janković, Luković, Basta, Biševac, Milijaš, Koroman, Castillo, Gueye, och Đokić komma och gå. Efter en sexårsperiod utan någon ligatitel vann Röda stjärnan till syvende och sist sin 26:e ligatitel säsongen 2013/14. 
Bortsett från Röda stjärnans framgångar på planen säsongen 2013/14, hade klubben ekonomiska situation förvärrats avsevärt — så mycket att UEFA beslutade att de inte fick tillåtelse att spela kvalspel till Champions League. UEFA:s kontrollorgans utredning visade att klubbens löneskuld uppgick till €1,86 miljoner, och att vissa spelade inte hade fått betalt på upp till sex månader. Klubbledningen påstods även ha dolda skulder och falsifierade dokument undangömda. Detta och en tidigare disciplinär åtgärd beslutad av UEFA 2011 utgjorde tillräckligt med underlag för att klubben inte skulle beviljas någon UEFA-licens för nästkommande säsong. Rivalerna Partizan fick Champions League-platsen istället.
Efter tio  års väntan kvalade Röda stjärnan äntligen till gruppspelet i UEFA Europa League. Med det blev klubben den första i turneringen någonsin att ta sig från dess allra första kvalomgång till slutspelskedet.  Säsongen 2018/19 lyckades klubben för första gången nå gruppspelet i UEFA Champions League efter att ha slagit ut Red Bull Salzburg i playoff-rundan. Röda stjärnan blev första serbiska klubb att vinna en Champions League-match efter att ha besegrat Liverpool med 2–0.  Red Star became the first Serbian team to win a match in the UEFA Champions League when they defeated Liverpool.
14 maj 2019 erkände serbiska fotbollsförbundet officiellt 1946 års ligaspel, som spelades under serbiska delrepublikens flagga, som giltig. Detta betydde att Röda stjärnans ligaseger 2018/19 egentligen var deras 30:e, och inte 29:e, ligatitel. Säsongen 2019/20 nådde Röda stjärnan återigen gruppspelet i UEFA Champions League efter att ha slagit ut Sūduva, HJK, Köpenhamn och Young Boys i kvalomgångarna. 5 november 2019 lanserades klubbkanalen Zvezda TV.
Säsongen 2020/21 satte Röda stjärnan ett nytt världsrekord i antalet poäng i en säsong med 108 poäng. Klubben vann sin sjätte raka ligaseger och tredje raka inhemska “dubbel” säsongen 2022/23.

## Klubbmärke och klubbfärger
I slutet av andra världskriget hade flera jugoslaviska förkrigsklubbar upplösts av marskalk Titos regim eftersom de hade spelat matcher medan kriget pågick och hade därför ansetts vara kollaboratörer. En av dessa var belgradlaget SK Jugoslavija. Röda Stjärnan bildades på ruinerna av det som tidigare hade varit Jugoslavija och gavs därför färgerna röd och vit. Det typiska hemmastället brukar vanligtvis vara en matchtröja med vertikala rödvita ränder och röda eller vita shorts och strumpor. Ibland brukar klubben spela i en helröd eller helvit sådan. Klubben har även använt en helblå matchtröja som bortaställ och tredjeställ, men väldigt sällan, en matchtröja med den serbiska flaggans alla tre färger. Klubbmärket är en röd femuddig stjärna med vit ytterlinje och rödvit bakgrund. Därtill har klubbmärket en guldfärgad ytterlinje. Ovanför klubbmärket är det tre guldfärgade stjärnor, en för var tionde ligatitel klubben har vunnit.

## Stadion
Röda Stjärnans hemmaarena heter sedan den 21 december 2014 Stadion Rajko Mitić, men gick tidigare under namnet Stadion Crvena zvezda. Med en kapacitet på 55 538 sittplatser är den den största arenan i Serbien och i alla länder tidigare utgjorde forna Jugoslavien. Stadion Rajko Mitić slog upp sina portar för första gången 1963 och fick snabbt smeknamnet "Marakana" på grund av sin dåtida kapacitet på cirka 110 000 sittplatser. Smeknamnet kom från fotbollsarenan Maracanã i Brasilien, och "Belgrads" Marakana fick snabbt ett rykte om att vara en väldigt tuff plats för gästande lag att spela på. Under mitten av 90-talet byttes alla ståplatser ut mot sittplatser för att uppfylla Uefa:s krav för åskådarkomfort. Sedan dess har kapaciteten gradvis minskat i takt med olika moderniseringar av arenan.

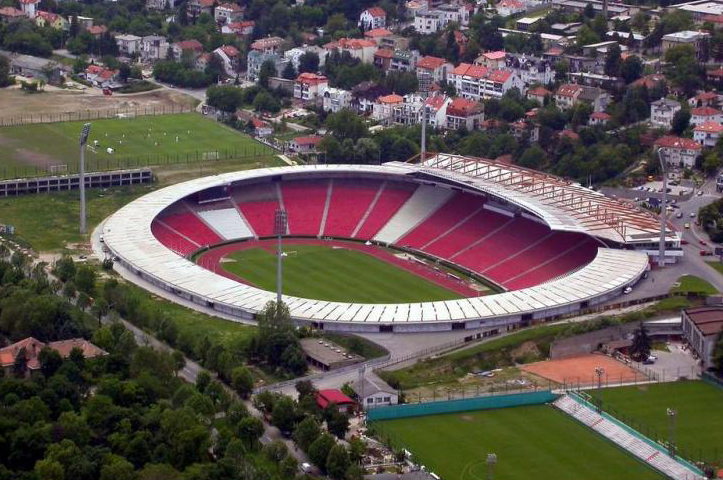
Stadion Rajko Mitić sedd ur fågelperspektiv

År 2008 rekonstruerade klubben arenans fotbollsplan med ett underjordiskt uppvärmningssystem, förbättrat dräneringssystem och en ny gräsmatta som ersatte den gamla. Träningsanläggningen, som befinner sig precis bredvid stadion, renoverades även. Ett nytt belysningssystem installerades och gräsmattan ersattes med konstgräs. 2011 fick arenan en ny modern LED-resultattavla. Idag har arenan en salong vid namn 5 Zvezdinih Zvezda, på svenska Röda Stjärnans 5 stjärnor, som bär namnet av klubbens fem bästa spelare genom tiderna, Rajko Mitić, Dragoslav Šekularac, Dragan Džajić, Vladimir Petrović och Dragan Stojković). I salongen finns det två VIP-sektioner och ett speciellt VIP-galleri med över 450 platser. Den har även ett pressrum med en kapacitet på 344 platser, inklusive sju extra bekväma säten, ett mediecenter, “Röda caféet” och en restaurang. På arenans västra långsida ligger klubbens officiella butik Red Star Shop och en butik med supportrarnas egna produkter, kallad Butik Delije. Spelplanens dimensioner är 110 × 73  m och är upplyst av 1 400 flodljus. Den tyska webbportalen Stadionwelt rankade Stadion Rajko Mitić som en av världens 50 bästa fotbollsarenor. År 2012 rankade amerikanska Bleacher Report arenan, speciellt vid hänsyn till när den är fullsatt, som en av de mest skrämmande fotbollsarenorna i världen.

## Ungdomsverksamhet

### Historia
Några av klubbens mest välkända spelare som har fostrats i klubben är Dragan Džajić, Dragoslav Šekularac, Vladimir Petrović, Vladimir Jugović, Nemanja Vidić, Dejan Stanković och Dušan Savić.
Andra spelare som har fostrats av klubben inkluderar namn som Stanislav Karasi, Vladica Popović, Vladislav Bogićević, Boško och Milko Đurovski, Zoran Filipović, Ratomir Dujković, Ognjen Petrović, Stevan Stojanović (målvakten och lagkaptenen i laget som vann Europacupen 1991) och Miloš Šestić. De mest välkända namnen de senaste 25 år är bland annat Nemanja Vidić, Dejan Stanković, Perica Ognjenović, Nebojša Krupniković, Goran Drulić, Zoran Jovičić, Vladan Lukić, Goran Gavrančić, Nikola Lazetić, Marko Pantelić, Boško Janković, Dušan Basta, Nenad Tomović, Zvonko Milojević, Filip Đorđević, Vladimir Stojković, Dragan Mrđa, Dejan Milovanović och Vladimir Dišljenković.
Röda stjärnans och Real Madrids före detta tränare Miljan Miljanić har också fostrats i klubbens akademi, men lyckades göra endast ett framträdande i seniorlaget.

### Nuvarande tränarstab
- U19: Nenad Milijaš[17]
- U17: Slađan Nikolić[18]

## Supportrar

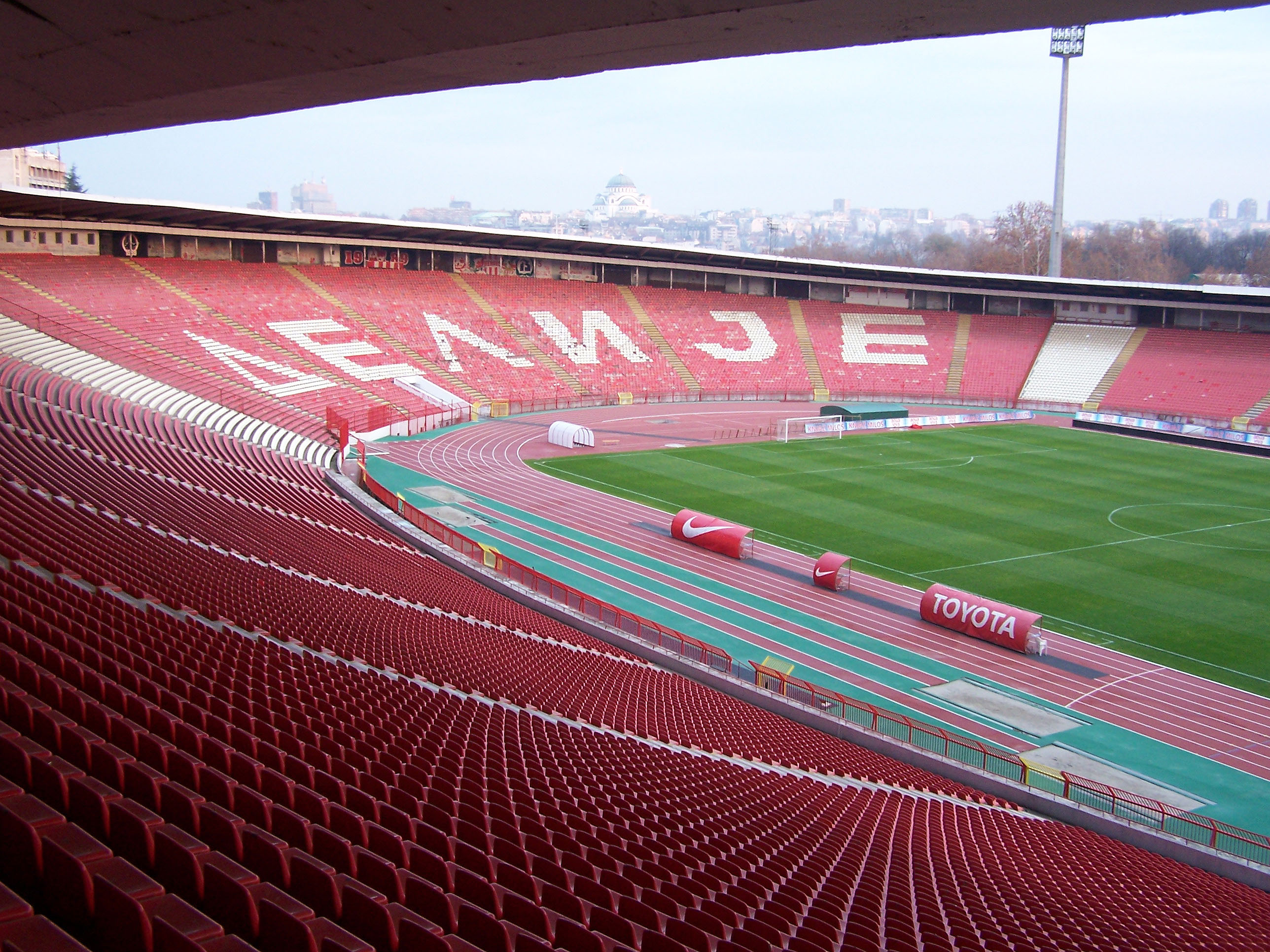
Norra läktaren på Stadion Rajko Mitić.

Röda Stjärnans organiserade supporterskara kallas för Delije, vilket i singularform är delija, som betyder en modig, stark eller till och med stilig ung man. En ungefärlig svensk översättning skulle vara "hingst". Namnet Delije började först att användas av hårdföra Röda Stjärnan-supportrar i slutet av 1980-talet, och på den ortodoxa juldagen 1989 blev det officiellt; de hette numera officiellt Delije. Fram till dess bestod de av ett flertal organiserade supportergrupper som delade den norra läktaren på Stadion Rajko Mitić. Idag är Delije en av världens mest kända samt respekterade supportergrupper. De brukar vanligtvis vara närvarande vid fotbolls- och basketklubbens matcher, men även vid vattenpolo-, handbolls- och volleybollklubbens. Deras supporterstil innefattar användandet av små samt stora flaggor, banderoller och skapandet av färgrika och stora koreografier och ständigt och högt sjungande. Sjungandet och skanderandet leds ofta av en så kallad "vođa" (ledare på serbiska) med en megafon och åtföljt av trummor. Undergrupper till Delije finns i städer utanför Belgrad och i utanför Serbien. För att visa sin tacksamhet målade klubben ut ordet Delije utmed norra läktaren på slutet av 90-talet.
Sedan mitten av 1980-talet har Röda Stjärnans supportrar bibehållit en god relation med grekiska Olympiakos supportergrupp Gate 7 – en vänskap som är baserad på en gemensam ortodox tro och samma klubbfärger. I mitten av 2000-talet inleddes en liknande relation med ryska Spartak Moskvas supportergrupp Fratria. Trion brukar hovera sig som Orthodox Brothers.

## Belgradderbyt

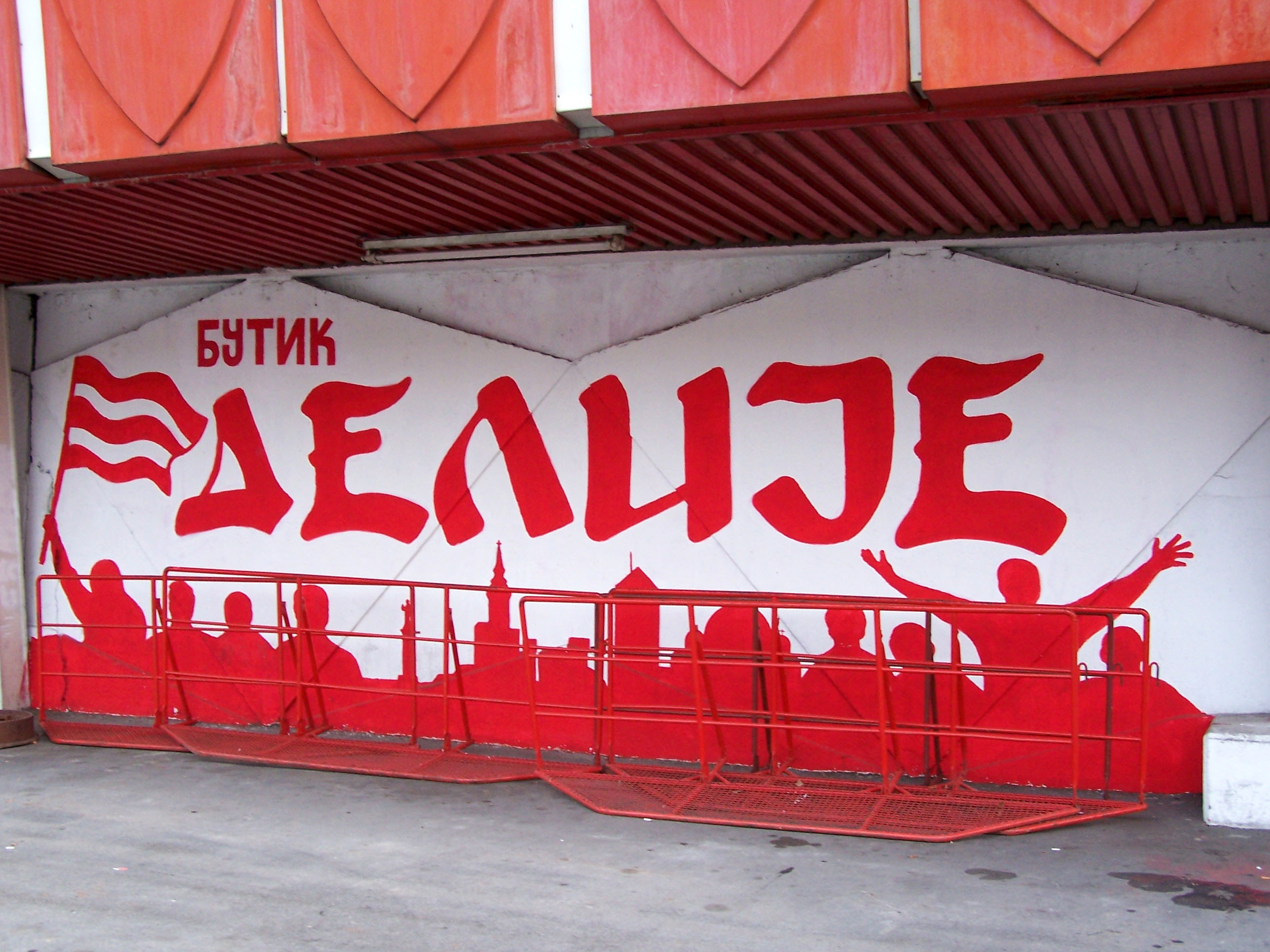
Delije-graffiti på utsidan av arenan

Röda Stjärnans största rivaler är belgradlaget Partizan, den andra stora och populära idrottsföreningen i Serbien. De har många förankrade supporterbaser i alla forna jugoslaviska republiker och i den jugoslaviska diasporan. Rivaliteten började nästintill omedelbart efter att klubbarna bildades 1945. Röda Stjärnan bildades med nära anknytningar till inrikesdepartamentet och Partizan som JNA:s fotbollslag. Sedan dess har bägge klubbar dominerat den inhemska fotbollen. Matchen utmärker sig särskilt för dess passion som Röda Stjärnans Delije och Partizans Grobari (svenska: Dödsgrävarna) uppvisar. Såväl hemmaläktaren som bortaläktaren brukar präglas av användandet av fyrverkerier, konfetti, flaggor, pappersrullar, bengaler, rök, trummor, stora skyltar och koreografier för att påvisa lagens och supportergruppernas praktfullhet. Det finns många derbyn i världsfotbollen, men endast ett fåtal som kan jämföras med detta. Mötena mellan de två lagen är kallade för det eviga derbyt. Med hänsyn till den utspridda påverkan den har på staden är den tillsammans med skotska Old Firm-, italienska Derby della Capitale och Istanbul-derbyt en av de mest hetlevrade rivaliteterna i europeisk fotboll. År 2009 rankade brittiska Daily Mail derbyt som det fjärde största genom tiderna. Den största publiksiffran i en Röda stjärnan – Partizan-match var ungefär 108 000 åskådare på Röda stjärnans hemmaarena.

## Meriter
Röda stjärnan har vunnit två internationella troféer, två regionala och 66 inhemska, vilket gör den till den mest framgångsrika klubben i Serbien och från forna Jugoslavien.

### Inhemskt
Nationella mästerskap – 36 (rekord)
- Jugoslaviska förstaligan
  -  Segrare (1):1945–46
- Jugoslaviska förstaligan i fotboll
  -  Segrare (19): 1951, 1952–53, 1955–56, 1956–57, 1958–59, 1959–60, 1963–64, 1967–68, 1968–69, 1969–70, 1972–73, 1976–77, 1979–80, 1980–81, 1983–84, 1987–88, 1989–90, 1990–91, 1991–92
- Serbisk-montenegrinska förstaligan
  -  Segrare (5): 1994–95, 1999–00, 2000–01, 2003–04, 2005–06
- Serbiska superligan
  -  Segrare (11): 2006–07, 2013–14, 2015–16, 2017–18, 2018–19, 2019–20, 2020–21, 2021–22, 2022–23, 2023–24, 2024–25

Inhemska cuper – 29 (rekord)
- Jugoslaviska cupen
  -  Segrare (12): 1948, 1949, 1950, 1957–58, 1958–59, 1963–64, 1967–68, 1969–70, 1970–71, 1981–82, 1984–85, 1989–90
- Serbisk-montenegrinska cupen
  -  Segrare (9): 1992–93, 1994–95, 1995–96, 1996–97, 1998–99, 1999–00, 2001–02, 2003–04, 2005–06
- Serbiska cupen
  -  Segrare (8): 2006–07, 2009–10, 2011–12, 2020–21, 2021–22, 2022–23, 2023–24, 2024–25

### Internationellt
Röda stjärnan är den mest framgångsrika klubben från Serbien (och forna Jugoslavien) i alla europeiska tävlingar, och är den enda östeuropeiska klubben som har vunnit både UEFA Champions League och Interkontinentala cupen. Klubben har tävlat i europeiska tävlingar i 61 säsonger, och dess mest välkända resultat är följande:
Internationella titlar – 4
- Europacupen/Champions League
  - Segrare (1): 1990/91
- UEFA-cupen/UEFA Europa League
  - Finalister (1): 1978/79
- Mitropa Cup
  - Segrare (2): 1958, 1967/68
- Interkontinentala cupen
  - Segrare (1): 1991
- UEFA Super Cup:
  - Finalister (1): 1991

Vänskapsturneringar – 18

- Torneo Internacional de Chile (1): 1962
- Tournoi de Paris (1): 1962
- Trofeo Ibérico (1): 1971
- Teresa Herrera Trophy (1): 1971
- Trofeo Costa del Sol (1): 1973
- Orange Trophy (1): 1973
- Danube Tournament (1): 1976
- World of Soccer Cup (1): 1977
- Lunar New Year Cup (1): 1980
- Belgrade Tournament (2): 1980, 1981
- Trofeo Costa Verde (1): 1982
- YU Tournament (1): 1984
- Mostar Tournament (1): 1991
- Torneo di Verona (1): 1991
- Tournoi de Corse (1): 1995
- Freiburg Tournament (1): 1997
- IFiZ Leipzig (1): 2004
- Chicago Sister Cities International Cup (1): 2010
- PARI Premier Cup (1): 2023
- Winline Summer Cup (1): 2024

### Individuella meriter

#### Inhemsk
Jugoslaviska ligans skyttekungar
| Säsong | Namn            | Antal mål |
| ------ | --------------- | --------- |
| 1951   | Kosta Tomašević | 16        |
| 1953   | Todor Živanović | 17        |
| 1959   | Borivoje Kostić | 25        |
| 1960   | Borivoje Kostić | 19        |
| 1969   | Vojin Lazarević | 22        |
| 1975   | Dušan Savić     | 24        |
| 1977   | Zoran Filipović | 21        |
| 1979   | Dušan Savić     | 24        |
| 1990   | Darko Pančev    | 25        |
| 1991   | Darko Pančev    | 34        |
| 1992   | Darko Pančev    | 25        |

Serbisk-montenegrinska högstaligans skyttekungar
| Säsong | Namn           | Antal mål |
| ------ | -------------- | --------- |
| 1993   | Anto Drobnjak  | 22        |
| 1997   | Zoran Jovičić  | 21        |
| 1998   | Saša Marković  | 27        |
| 2004   | Nikola Žigić   | 19        |
| 2005   | Marko Pantelić | 21        |

Serbiska superligans skyttekungar
| Säsong | Namn                | Antal mål |
| ------ | ------------------- | --------- |
| 2008   | Nenad Jestrović     | 13        |
| 2011   | Andrija Kaluđerović | 13        |
| 2014   | Dragan Mrđa         | 19        |
| 2016   | Aleksandar Katai    | 21        |
| 2017   | Aleksandar Pešić    | 25        |

Jugoslaviska guldbollen
- Vladimir Petrović (1980)
- Dragan Stojković (1988)
- Dragan Stojković (1989)
- Robert Prosinečki (1990)

Årets idrottare i Jugoslavien
- Dragan Džajić (1969)
- Dejan Savićević (1991)

Serbiska superligans mest värdefulla spelare
- Nenad Milijaš (2009)
- Hugo Vieira (2016)
- Aleksandar Pešić (2018)
- Marko Marin (2019)
- Hwang In-beom (2024)

Årets serbiska tränare
- Vladan Milojević (2017)
- Vladan Milojević (2018)
- Vladan Milojević (2024)

#### Internationellt
Ballon d'Or
- 2:a plats:  Dejan Savićević (1991)
- 2:a plats::  Darko Pančev (1991)
- 3:e plats:  Dragan Džajić (1968)

Guldskon
- Darko Pančev (1991)

Golden Player
- Dragan Džajić (2004)

VM:s bästa unga spelare
- Robert Prosinečki (1990)

EM-guldbollen
- Dragan Džajić (1968)

EM-guldskon
- Dragan Džajić (1968)

EM-turneringens lag
- Vladimir Durković, Bora Kostić, Dragoslav Šekularac (1960)
- Dragan Džajić (1968, 1976)

## Spelartrupp
Uppdaterad: 21 februari 2025
| Nr | Land                    | Pos | Namn                                     |
| -- | ----------------------- | --- | ---------------------------------------- |
| 3  | Colombia                | MB  | Keimer Sandoval (på lån från Real Betis) |
| 4  | Montenegro              | MF  | Mirko Ivanić (lagkapten)                 |
| 6  | Bosnien och Hercegovina | MF  | Rade Krunić                              |
| 7  | Serbien                 | MF  | Jovan Šljivić                            |
| 8  | Gabon                   | MF  | Guélor Kanga                             |
| 9  | Senegal                 | A   | Cherif Ndiaye                            |
| 10 | Serbien                 | MF  | Aleksandar Katai (vice-lagkapten)        |
| 13 | Serbien                 | MV  | Savo Radanović                           |
| 14 | Nigeria                 | A   | Peter Olayinka                           |
| 15 | Kongo-Kinshasa          | HY  | Silas                                    |
| 17 | Brasilien               | A   | Bruno Duarte                             |
| 18 | Israel                  | MV  | Omri Glazer                              |
| 21 | Slovenien               | MF  | Timi Max Elšnik                          |
| 23 | Serbien                 | VB  | Milan Rodić                              |

| Nr | Land       | Pos | Namn                 |
| -- | ---------- | --- | -------------------- |
| 25 | Senegal    | MB  | Moustapha Fall       |
| 27 | Angola     | VY  | Felício Milson       |
| 28 | Serbien    | MV  | Vuk Draškić          |
| 30 | Montenegro | MB  | Andrej Đurić         |
| 31 | Serbien    | A   | Uroš Sremčević       |
| 32 | Serbien    | MF  | Luka Ilić            |
| 44 | Serbien    | MB  | Veljko Milosavljević |
| 47 | Serbien    | HB  | Strahinja Stojković  |
| 49 | Serbien    | VY  | Nemanja Radonjić     |
| 55 | Serbien    | MF  | Andrija Maksimović   |
| 66 | Sydkorea   | HB  | Yong-woo Seol        |
| 77 | Serbien    | MV  | Ivan Guteša          |
| 88 | Ghana      | VB  | Ebenezer Annan       |
| 92 | Serbien    | MF  | Vasilije Kostov      |

### Lagkaptener
- Milovan Ćirić (1945–47)
- Rajko Mitić (1947–58)
- Ljubiša Spajić (1958–60)
- Branko Zebec (1960–61)
- Vladica Popović (1961–65)
- Vojislav Melić (1965–67)
- Dragan Džajić (1967–75)
- Vladislav Bogićević (1975–77)
- Dragan Džajić (1977–78)
- Vladimir Petrović (1978–82)
- Miloš Šestić (1983–84)
- Zlatko Krmpotić (1985)
- Boško Gjurovski (1986–87)
- Dragan Stojković (1987–90)
- Stevan Stojanović (1990–91)
- Dejan Savićević (1991–92)
- Duško Radinović (1992–93)
- Goran Vasilijević (1993–94)
- Ivan Adžić (1994–96)
- Zvonko Milojević (1996–97)
- Dejan Stanković (1997–98)
- Perica Ognjenović (1998)
- Dejan Savićević (1999)
- Goran Bunjevčević (1999–01)
- Nenad Lalatović (2001–02)
- Ivan Gvozdenović (2003)
- Nemanja Vidić (2003–04)
- Vladimir Dišljenković (2004)
- Marko Pantelić (2005)
- Nenad Kovačević (2005–06)
- Dejan Milovanović (2006–08)
- Nenad Milijaš (2008–09)
- Nikola Lazetić (2009–10)
- Slavoljub Đorđević (2010)
- Pavle Ninkov (2010–11)
- Nenad Kovačević (2011)
- Nikola Mikić (2011–12)
- Nenad Milijaš (2012–14)
- Nikola Mijailović (2014)
- Darko Lazović (2014)
- Aleksandar Luković (2015–17)
- Nenad Milijaš (2017–19)
- Marko Marin (2019–20)
- Milan Borjan (2020–23)
- Aleksandar Dragović (2023–24)
- Uroš Spajić (2024–2025)
- Mirko Ivanić (2025–)

### Pensionerade tröjnummer
11  Dragan Džajić, ytter (1963–1975, 1977–1978)
2 september 2022 meddelade klubben att nummer 11 skulle pensioneras i slutet av säsongen.
12 –  Delije - den tolfte spelaren
26  Goran Gogić, MF (2013−14) – postumt.